# آرشه (خوراکی)

عمل آوری آرشه و وارهون، از محصولات لبنی ایل سنگسری

آرشه نوعی فرآوردۀ لبنی است که توسط مردم ایل سنگسری در استان سمنان تولید می‌شود. آرشه در واقع از تفت دادن نوعی پنیر به دست می‌آید و نگهداری آن نیازی به یخچال ندارد.

## ترکیبات
آرشه از شیر تازه گوسفند و بز، (پنیر، لور، ماک) درست می شود. 

## طرز تهیه
آرشه در واقع از تفت دادن نوعی پنیر به دست می‌آید. برای تهیه آرشه پنیر یا لور را با کمی روغن و مقدار ناچیزی آرد و زردچوبه یا زعفران با حرارت پایین تفت می‌دهند تا زمانی که محصول به رنگ طلایی دربیاید. معمولاً از هر ۱۰ کیلو پنیر نزدیک به ۳ تا ۴ کیلو آرشه بدست می‌آید. تهیه آرشه کار بسیار ظریف و وقت گیر است و به مهارت خاصی نیاز دارد.

## حوزۀ تولید
آرشه در عشایر ایل سنگسر تولید می‌شود. در افسانه‌های سنگسری  ابداع و نخستین تولید آن به زنی به نام زرشه نسبت داده می‌شود.
همچنین در روستای طرود در شهرستان شاهرود نیز با نام هاروشه تولید می‌شود؛ با این تفاوت که در زمان پخت به آن آرد و روغن نباتی و در انتها شکر اضافه می‌شود که محصول نهایی کاملاً شیرین است. 

## سودمندی‌ها
آرشه با طبعی گرم، تقویت‌کننده قوای بدن، مقوی و انرژی‌زا است و برای رشد قوای جسمی و ذهنی کودکان مفید است. گفته شده که آرشه برای افزایش سطح ایمنی بدن، پیشگیری و درمان بیماری‌هایی مانند ام‌اس، آلزایمر، انواع سرطان، پوکی استخوان و گرفتن رطوبت و سردی استخوان (جلوگیری از  پرانتزی شدن پاها) مفید است.
آرشه بسیار مقوی و تقویت کننده قوای حیاتی بدن است. خواص زیادی برای آن ذکر شده و مصرف آن برای هر سنی مناسب است. برای رشد کودکان، تقویت قوای فکری آنان و تقویت بدن مفید است. همچنین مشتقات آن نیز مصرف دارویی دارد.

## نگهداری
نگهداری آرشه نیازی به یخچال ندارد. ماندگاری آرشه نزدیک به ۴ سال است و باید در جای خشک و خنک نگهداری و از تماس هرگونه رطوبت (حتی قاشق نم‌دار) دور نگاه داشته شود.